# غرة عملاقة
غرة عملاقة (الاسم العلمي: Fulica gigantea) (بالإنجليزية: Giant Coot)‏ هي نوع من الطيور تتبع جنس الغرة من فصيلة المرعات.